# Epicausis lanigera
Epicausis lanigera là một loài bướm đêm trong họ Noctuidae.